# Prix Louis-Pauwels
Pour les articles homonymes, voir Pauwels.
Le prix Louis-Pauwels est un prix littéraire français. Il a été créé en 1997 par Elina Pauwels, en mémoire de son mari, le journaliste et essayiste Louis Pauwels. Organisé depuis 2007 par la Société des gens de lettres, ce prix est décerné par un jury, chaque année, au mois de mai. Il est remis au lauréat par le président du jury à l’hôtel de Massa, siège de l'association organisatrice.
Le prix Louis-Pauwels récompense annuellement un « essai qui manifeste un esprit d’ouverture dans le débat d’idées, faisant place à la morale, l’esthétique, la philosophie, la science, la spiritualité et les questions de société, dans le monde contemporain ou dans l’Histoire »,,.
Depuis 2015, en mémoire d'Elina, le prix s'intitule Elina & Louis Pauwels.

## Le jury

### Membres du jury à la création du prix
En 1998, date de la première attribution de cette récompense littéraire, le jury se composait de :
- Henri Amouroux (président et grand ami de Pauwels)
- Bernard Debré
- Franz-Olivier Giesbert (assurant ultérieurement la présidence)
- Henri-Christian Giraud
- Jean Miot
- Jacques Mousseau (ancien rédacteur en chef de la revue Planète)
- Jean Piat
- Sylviane Plantelin
- Guy Sorman

### Membres du jury actuel
En 2014, le jury est composé de :
- Jean Miot (président)
- Jean Claude Bologne
- Bernard Debré
- Henri-Christian Giraud
- Dominique Le Brun
- Jean Piat
- Sylviane Plantelin
- Hélène Renard
- Guy Sorman
- Henriette Walter

En 2017 le jury est composé de :
Sylviane Plantelin (Présidente)
Jean Claude Bologne
Dominique Le Brun
Hélène Renard
Marie Sellier
Henriette Walter
Carole Zalberg

## Liste des lauréats

### Années 1990
- 1998 : Henriette Walter pour L'Aventure des mots français venus d'ailleurs (éditions Robert Laffont)[5],[6]
- 1999 : Xavier Emmanuelli et Gilles Van Grasdorff pour L'homme n'est pas la mesure de l'homme (éditions des Presses de la Renaissance)[7]

### Années 2000
- 2000 : Thierry Desjardins pour Le Scandale de l'Éducation nationale (éditions Glénat)
- 2001 : Professeur Bernard Debré pour La Grande Transgression (éditions Michel Lafon)[8]
- 2002 : Olivier Weber pour Le Faucon afghan, voyage au pays des talibans (éditions Robert Laffont)[8]
- 2003 : Thierry Hentsch pour Raconter et mourir. L'Occident et ses grands récits (éditions Bréal - Prix du Gouverneur général : études et essais de langue française la même année)[9]
- 2004 : Vladimir Fédorovski pour Le Roman du Kremlin (éditions du Rocher)[10]
- 2005 : Jean Ferniot pour C'était ma France (éditions Grasset)[11]
- 2006 : Xavier Darcos pour L'École Jules Ferry. 1880-1905 (éditions Hachette)[12]
- 2007 : Alain Juppé pour Lettres d'un voyageur (éditions Robert Laffont)[13]
- 2008 : Natacha Polony pour L'homme est l'avenir de la femme : autopsie du féminisme contemporain (éditions Jean-Claude Lattès)[2]
- 2009 : Laure Mandeville pour La Reconquête russe (éditions Grasset)[3]

### Années 2010
- 2010 : Frédéric Lenoir pour Socrate, Jésus, Bouddha : trois maîtres de vie (éditions Fayard)[1]
- 2011 : non attribué[2]
- 2012 : Trinh Xuan Thuan pour Le Cosmos et le Lotus (éditions Albin Michel)[14]
- 2013 : non attribué[2]
- 2014 : Michel Pastoureau pour Vert : histoire d'une couleur (éditions du Seuil)[4]
- 2015 : Anne-Isabelle Tollet pour La mort n’est pas une solution (éditions du Rocher)[15]
- 2016 : Anastasia Colosimo pour Le Bûcher des libertés (Stock)[16]
- 2017 : Charles Pépin pour Les Vertus de l'échec (Allary éditions)
- 2018 : Sylviane Agacinski pour Le Tiers-corps, réflexions sur le don d'organes (Le Seuil)
- 2019 : Philippe Raynaud pour La Laïcité - Histoire d’une singularité française (Gallimard)

### Années 2020
- 2020 : Michelle Perrot pour Le Chemin des femmes (Robert Laffont, Coll. "Bouquins")
- 2021 : Gérald Bronner pour Apocalypse cognitive (PUF)
- 2022 : Guillaume Pitron pour L’Enfer numérique. Voyage au bout d’un like (Les Liens qui Libèrent)